# Atanasio Melantuche
Atanasio Melantuche y Lacoma (Utebo, 1869-Madrid, 1927) fue un escritor y periodista español.

## Biografía
Nació en la localidad zaragozana de Utebo el 14 de abril de 1869. Aragonés, fue redactor de El País (1892-1902) y escribió para el teatro piezas regionales aragonesas, como La vara de alcalde  (zarzuela de costumbres aragonesas, 1905), Ideícas (zarzuela baturra, 1909), El golpe de Estado (con Santiago Oria, 1906), La Tajadera (zarzuela baturra, 1909), La Pirula (zarzuela, 1913). También firmó el libreto de la opereta Eva (adaptación del original de Alfred Maria Willner y Robert Bodanzky, 1915). Falleció en Madrid hacia mediados de julio de 1927, a la edad de cincuenta y ocho años. Javier Bueno fue hijastro suyo.